# Al cavallino bianco
Al cavallino bianco (in tedesco Im weißen Rößl è un'operetta in tre atti di Ralph Benatzky su libretto di Hans Müller-Einigen e Erik Charell e testi di Robert Gilbert.
L'operetta trae ispirazione dall'omonima commedia di Oskar Blumenthal e Gustav Kadelburg, scritta nel 1896 durante il soggiorno in una locanda di Sankt Wolfgang im Salzkammergut sul Wolfgangsee in Austria.
L'opera fu composta su incarico del produttore e regista Erik Charell e per motivi di tempo il lavoro di composizione fu pragmaticamente suddiviso. A Robert Stolz vennero assegnate tra l'altro i duetti romantici, a Robert Gilbert l'aria "Was kann der Sigismund dafür" in stile canzonettistico berlinese e "Zuschaun kann i net" a Bruno Granichstaedten. Lo stesso Benatzky cantò il "Cavallino bianco" sul Wolfgangsee, nella parte in cui l'imperatore Francesco Giuseppe appare come Deus ex machina.

## Personaggi originali e corrispettivi Italiani
- Josepha Vogelhuber, ostessa (It= Gioseffa)
- Leopold Brandmeyer, cameriere
- Dr. Otto Siedler, avvocato (It=Giorgio Bellati)
- Wilhelm Giesecke, fabbricante berlinese (It=Zanetto Pesamenole)
- Ottilie, figlia del fabbricante (It=Ottilia)
- Sigismund Sülzheimer, figlio del concorrente Giesecke (It=Sigismondo Cogoli)
- Prof. Dr. Hinzelmann, villeggiante
- Klärchen, figlia del villeggiante (It= Claretta)
- Imperatore Franz Joseph I (It=l'Arciduca).
- Il Piccolo
- La guida turistica

## Personaggi italiani e attori della produzione Rai del 1974
- Gioseffa Vogelhuber, Ostessa, Angela Luce
- Leopold Brandmeyer, primo cameriere, Tony Renis
- Giorgio Bellati*, avvocato, Gianni Nazzaro
- Giovanni (Zanetto*) Pesamenole, industriale milanese, Gianrico Tedeschi
- Ottilia Pesamenole, figlia di Zanetto, Mita Medici
- Sigismondo Cogoli, figlio del concorrente di Pesamenole, Paolo Poli
- Rudy, cameriere, Maurizio Micheli
- Franz, cameriere, Giampaolo Rossi
- Prof. dr. Hinzelmann, villeggiante, Armando Bandini
- Claretta, Figlia del prof. dr. Hinzelmann, Graziella Porta
- L'arciduca - l'imperatore Franz Joseph I., Mario Pisu
- Il guardaboschi, Gianni Bortolotto
- nell'edizione Rai, Pesamenole, interpretato da Gianrico Tedeschi, diviene milanese (mentre Zanetto era veneziano) e cambia il nome in Giovanni. L'avvocato Bellati, interpretato da Gianni Nazzaro, diviene napoletano.

## Numeri musicali

### Atto I
- Introduzione
- Canto della postina: "Holdirioh"
- Coro: "Non vi è posto al mondo più bello"
- Entrata di Leopoldo/coro: "Miei signori amabili"
- Duetto Leopoldo/Gioseffa:"Mi pare un sogno, un'illusion"
- Coro dei turisti: "Son le delizie di stagion!"
- Entrata di Bellati e duetto: "Al Cavallin è l'hotel più bel"
- Coro: "Mucca bella"
- Duetto Ottilia/Bellati: "Negli occhi tuoi c'è un non so che"
- Canzone di Leopoldo: "Geloso non son"
- Finale atto I: "La stagione delle piogge"

### Atto II
- Introduzione e coro di venditori: "Mele! Pere! E belle prugne abbiamo"
- Aria di Leopoldo: "Io per lei m'affannai"
- Melodram
- Duetto Bellati/Ottilia: "Una luce splendente"
- Canzone-marcia (Leopoldo/balletto): "Noi ci congediam col sorriso"
- Duetto Zanetto/Gioseffa con coro: "Nel Salzkammergut"
- Entrata di Sigismondo: "È Sigismondo il più elegante e il più giocondo"
- Duetto Sigismondo/Claretta: "Una principessa m'ha invitato"
- Zanetto/Bellati: "Il peccato qui non c'è"
- Solo Jodlerin
- Quodlibet di Leopoldo
- Finale atto II

### Atto III
- Introduzione
- Coro: "Piano, piano non facciamoci sentire"
- Marcia dei tiratori
- Aria dell'Arciduca e ripresa di Gioseffa: "Meglio val sorridere"
- Coro: "Quando finirà il buon vino"
- Duetto Claretta/Sigismondo: "Prima ero timida"
- Finale atto III

## Rappresentazioni
La prima rappresentazione ebbe luogo l'8 novembre 1930 al Großes Schauspielhaus di Berlino, con Otto Wallburg, Paul Hörbiger, Camilla Spira, Max Hansen (tenore), Siegfried Arno e Walter Jankuhn, con la regia di Charell.
Al cavallino bianco fu proibita nella Germania nazionalsocialista a causa dei suoi coautori ebrei. Al London Coliseum di Londra, dall'8 aprile 1931, furono fatte 650 rappresentazioni ed a New York divenne un duraturo successo a Broadway (245 recite al RKO Roxy dal 1º ottobre 1936, con Kitty Carlisle, Almira Sessions e Buster West).
In Austria ebbe la prima il 25 settembre 1931 al Schauspielhaus di Vienna ed in Ungheria il 20 ottobre a Budapest. In Italia la prima è stata il 3 novembre 1931 al Teatro Lirico di Milano, con Totò Mignone e Carla Mignone ed al Teatro Reinach di Parma il 4 aprile 1932.
In Francia la prima è stata con successo come L'auberge du Cheval Blanc al Théâtre Mogador di Parigi il 1º ottobre 1932.
Al Theatre Royal di Sydney va in scena il 1º aprile 1934.
Il 15 ottobre 1940 avviene la prima al Teatro del Corso di Bologna.
Dal 23 dicembre 1943, L'auberge du Cheval Blanc va in scena al Grand Théâtre di Ginevra.
Al Théâtre du Châtelet, dal 1948 al 1968, arriva a 1700 recite.
Per il Teatro Verdi di Trieste viene rappresentata nel Castello di San Giusto nel 1950, diretta da Cesare Gallino, con Romolo Costa, nel 1954 con Anna Campori e nel 1957, nel Teatro Stabile Politeama Rossetti di Trieste nel 1970 con Tony Renis, Aldo Fabrizi, Sandro Massimini, Graziella Porta, Carlo Rizzo e Gianni Brezza, per la regia di Vito Molinari e le coreografie di Gino Landi, nel 1973, nel 1974 con Elio Pandolfi e Sergio Tedesco, Massimini e la Porta e nel 1986 diretta da Oskar Danon.
Nel 1954 la Rai rappresenta il titolo con Nuto Navarrini, Edda Vincenzi, Anna Campori ed Elvio Calderoni per la regia di Mario Landi.
Una rappresentazione televisiva de Al cavallino bianco fu messa in scena dalla Rai e trasmessa in due parti nel 1974 con un cast che comprendeva Gianrico Tedeschi, Paolo Poli, Angela Luce, Mita Medici, Maurizio Micheli, Gianni Nazzaro e Tony Renis su libretto tradotto da Mario Nordio. La regia fu affidata a Vito Molinari e le coreografie a Gino Landi.
Al Teatro Lirico Giuseppe Verdi di Trieste va in scena nel 1987, nel 2002 con Lino Toffolo e Max Renè Cosotti e la regia di Landi e nel 2004 con Daniela Mazzucato, Ariella Reggio e Andrea Binetti.